# Isla Carabao
La Isla Carabao o el Fuerte Frank fue uno de los fuertes de defensa a la entrada de la bahía de Manila establecido durante la ocupación estadounidense de Filipinas. Toda la isla fue designada como Fuerte Frank, en honor del General de Brigada Royal T. Frank, como parte de las defensas portuarias de las bahías de Manila y Subic. Fue establecida por el Departamento filipino del Ejército de los Estados Unidos a inicios de la década de 1900.
Carabao está situada cerca del extremo sur de la entrada a la bahía de Manila a unos 0,80 km (0,5 millas) de la costa de Maragondon en la Provincia de Cavite. La larga y estrecha isla está rodeada de acantilados de más de 30 m (100 pies). Toda la isla y la fortaleza tienen un área de 18 ha (44.5 acres), con su más alta elevación a 56 m (185 pies).
El establecimiento en las islas de la bahía de Manila como reservas militares fue solicitada por el presidente Theodore Roosevelt y promulgada por Decreto Ejecutivo el 11 de abril de 1902.
El 21 de febrero de 1942, treinta y cuatro soldados murieron en un bombardeo de la artillería japonesa, cuando un obús rebotó e ingresó en un túnel del Fuerte Frank.